# Regio X Palatium
La Regio X Palatium era la decima delle 14 regioni di Roma augustea classificata poi nei Cataloghi regionari della metà del IV secolo con il nome Palatium. Comprendeva l'area del Palatino, entro i confini definiti da Livio per il pomerio della città romulea. Confinava a nord e a ovest con la regione VIII, a est con le regioni IV, II e I, a sud con la regione XI. Qui ebbe la sua dimora il primo re di Roma, Romolo e in seguito prese forma il palazzo imperiale, tanto che da allora il termine Palatium, Palatino, ha il significato di "palazzo".

## Topografia
La regione comprendeva il colle Palatino e corrispondeva alla città quadrata fondata da Romolo.
Alla metà del IV secolo il perimetro della Regio era indicata nei Cataloghi regionari in 11.510 piedi romani, pari a circa 3.440 metri, superiore a quanto invece ipotizza Daniela Bruno e che quantifica invece in 2.182 metri. L'area presunta complessiva sembra che fosse di 255.800 m² circa.
Le principali vie della regione erano la Via Sacra, che fungeva da confine a nord con la Regio VIII e la Regio IV tra l'arco di Tito e la Meta Sudans, il Clivus Palatinus, il Clivus Victoriae, le Scalae Caci. La viabilità di età repubblicana sulla sommità del colle fu distrutta in età imperiale, quando furono edificate le grandi residenze imperiali.

## Caratteristiche
La Regio era divisa in 20 vici (rioni), 20 aediculae (edicole), 2.642 insulae (caseggiati), 89 domus (case patrizie), 48 horrea (magazzini), 44 balnea (bagni), 89 laci (fontane) e 20 pistrina (panetterie). L'area era sorvegliata da 2 curatores e da 48 vicomagistri.

## Principali monumenti pubblici
I principali monumenti della regione, molti dei quali ancora visibili, sono:
- Antiquarium del Palatino
- Acquedotto Claudio
- Aedes Divorum in Palatio (tempio degli dèi sul Palatino)
- arco di Domiziano sul Palatino
- arco di Ottavio
- arco di Tito
- Auguratorium, il luogo dove i sacerdoti (auguri) osservavano il volo degli uccelli per prendere gli auspici.
- capanne del Palatino
- casa di Livia
- casa di Marco Tullio Cicerone
- casa dei Grifi
- casa Romuli
- Clivus Palatinus
- Clivus Victoriae
- Curiae Veteres
- Domus Publica
- Elagabalium (tempio del Sol Invictus)
- ficus ruminalis
- Lupercal
- palazzi imperiali del Palatino, cioè:
  - casa di Augusto
  - Domus Augustana
  - Domus Flavia
  - Domus Praeconum
  - Domus Severiana
  - Domus Tiberiana
  - Domus Transitoria
  - palazzo di Domiziano
  - Paedagogium
  - stadio palatino
- Porta Mugonia e Porta Romanula (Roma quadrata)
- Scalae Caci
- Septizonium
- tempio della Magna Mater
- tempio della Vittoria
- tempio della Fortuna Respiciens
- tempio di Apollo Palatino
- tempio di Giove Vincitore
- tempio di Giunone Sospita
- tempio di Vesta (Palatino)
- via Sacra